# Tinos
Tinos (în greacă Τήνος, pronunție în greacă modernă [ˈtinos]) este o insulă grecească situată în Marea Egee. Se află în arhipelagul Ciclade. În antichitate, Tinos era cunoscut și sub numele de Ophiussa (din ophis, în greacă: șarpe) sau Hydroessa (din hydor, în greacă: apă). Cele mai apropiate insule sunt Andros, Delos și Mykonos. Tinos are o suprafață totală de 194,464 de kilometri pătrați. La recensământul din 2011, populația insulei a fost de  de 8.636 de locuitori.
Tinos este renumit printre greci pentru Biserica Panagia Evangelistria, cele 80 de mori de vânt, cele aproximativ 1000 de adăposturi artistice pentru porumbei, 50 de sate active și fortificațiile sale venețiene de pe muntele Exomvourgo. Pe insula Tinos, coexistă atât ortodocși greci, cât și romano-catolici, iar insula este, de asemenea, bine cunoscută pentru sculptorii și pictorii săi, precum Nikolaos Gyzis, Yannoulis Chalepas sau Nikiforos Lytras.
Insula este situată în apropierea centrului geografic al complexului insular Ciclade și, datorită bisericii Panagia Evangelistria, unde se află o icoană (presupusă) făcătoare de minuni a Fecioarei Maria, Tinos este, de asemenea, centrul unui pelerinaj anual care are loc de sărbătorea Adormirea Maicii Domnului (15 august, „Dekapentavgoustos” în greacă). Acesta este probabil cel mai notabil și încă activ pelerinaj anual din regiunea Mediterana de Est. Mulți pelerini străbat drumul de 800 de metri de la debarcaderul feribotului până la biserică pe mâini și în genunchi, ca semn al evlaviei.

## Istorie
În antichitate, insula se numea Tenos (în greacă veche Τῆνος) și a fost numită și Hydrussa (Ὑδροῦσσα, Ὑδρόεσσα) de la numărul mare al izvoarelor sale sau Ophiussa deoarece abundă în șerpi. Se spune că fiii lui Boreas au fost uciși pe această insulă de Hercule În timpul invaziei Greciei de către Xerxes I, locuitorii insulei au fost obligați să slujească în flota persană; dar unul dintre ei, care vâslea la triremă, a dezertat la greci înainte de Bătălia de la Salamina (480 î.Hr.) și, astfel, numele locuitorilor de pe insulă a fost trecut pe trepiedul de la Delfi în lista statelor grecești care au ajutat la izgonirea perșilor. Pausanias relatează că numele locuitorilor de pe insulă a fost, de asemenea, inscripționat pe statuia lui Zeus din Olimpia printre grecii care au luptat în bătălia de la Plataea. Apoi, locuitorii insulei au făcut parte din Liga de la Delos și sunt menționați printre aliații supuși ai Atenei în timpul expediției siciliene. Au plătit un tribut anual de 3600 de drahme, din care se poate deduce că au avut parte de o prosperitate relativă. Despotul Alexandru din Pherae a pus stăpânire pe Tenos pentru o vreme; iar insula a fost dată ulterior de către Marcus Antonius în stăpânirea celor de pe Rodos.

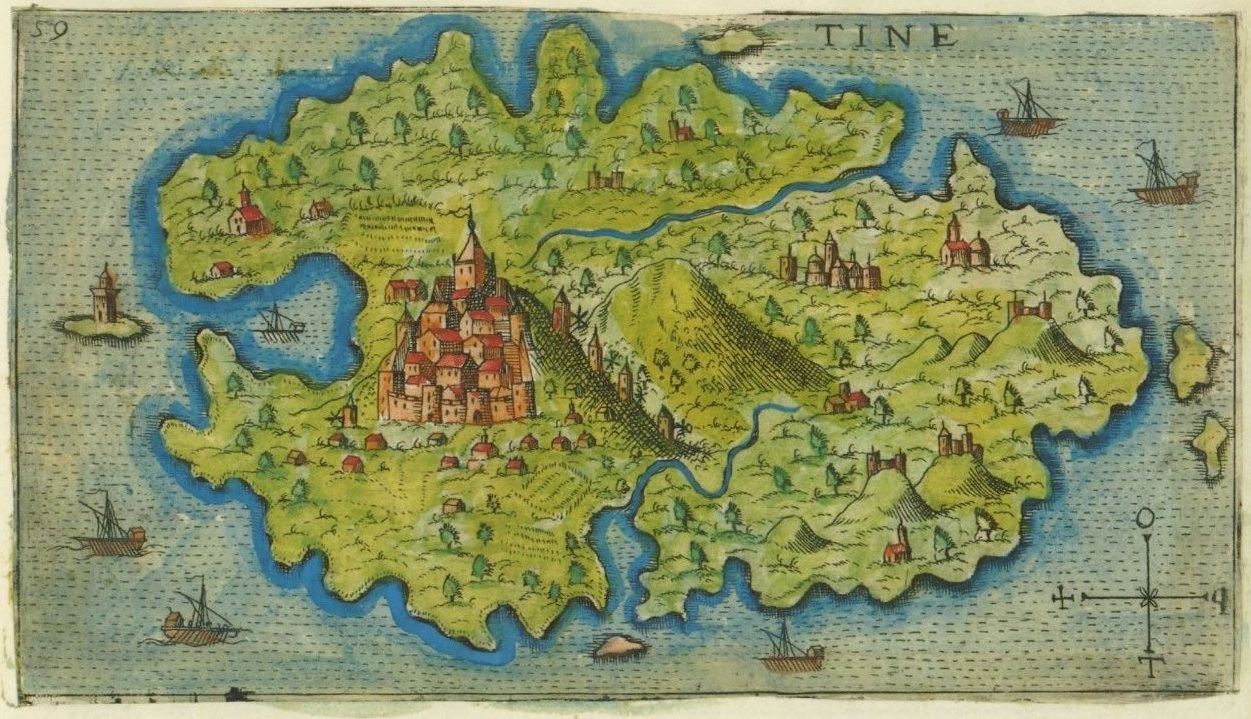
Harta lui Tinos de Giacomo Franco (1597)

După cucerirea Constantinopolului de către Cruciada a patra, Tinos a fost una dintre numeroasele insule conduse de cetățeni venețieni privați (vezi Ducatul Arhipelagului) și a aparținut lui Andrea Ghisi, ai cărui moștenitori au păstrat-o până în 1390 când ultimul membru al ramurii familiei a lăsat-o ca moștenire Veneției, împreună cu insula vecină Mykonos. A fost condusă de Republica Venețiană până în 1715, când Tinos a fost cucerită de Imperiul Otoman (vezi Războiul otomano-venețian) și a devenit cunoscută sub numele de insula İstendil. Otomanii au pierdut insula Tinos în 1821, când locuitorii s-au alăturat războiului de independență al Greciei.
Tumultul acelei perioadei a dus la creșterea pirateriei în regiune. În 1825, HMS Cambrian⁠(en)[traduceți] a fost vasul amiral al unei mici escadrile care a desfășurat operațiuni de anti-piraterie în arhipelag, lângă Alexandria, Egipt și în jurul coastelor Siriei. La 27 iulie 1826, Cambrian a atacat pirații din zona insulei Tinos. Cinci pirați au fost uciși și mai mulți au fost răniți.
Data de 15 august comemorează, de asemenea, scufundarea în 1940 în portul insulei Tinos a crucișătorului grecesc Elli, în timp de pace, în momentul în care acesta era urmărit de submarinul italian Delfino. Elli participa la sărbătoarea Adormirii Maicii Domnului. Una dintre cele trei torpile lansate de italieni a lovit un cazan de pe Elli care a luat foc și s-a scufundat. Nouă subofițeri și marinari au fost uciși și 24 au fost răniți. Același submarin a încercat să torpileze navele de pasageri M/V Elsi și M/V Hesperos care erau ancorate în port. Această încercare a eșuat și torpilele au deteriorat doar o porțiune a debarcaderului portului.

## Geografie

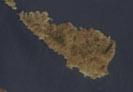
Imagine prin satelit a insulei Tinos

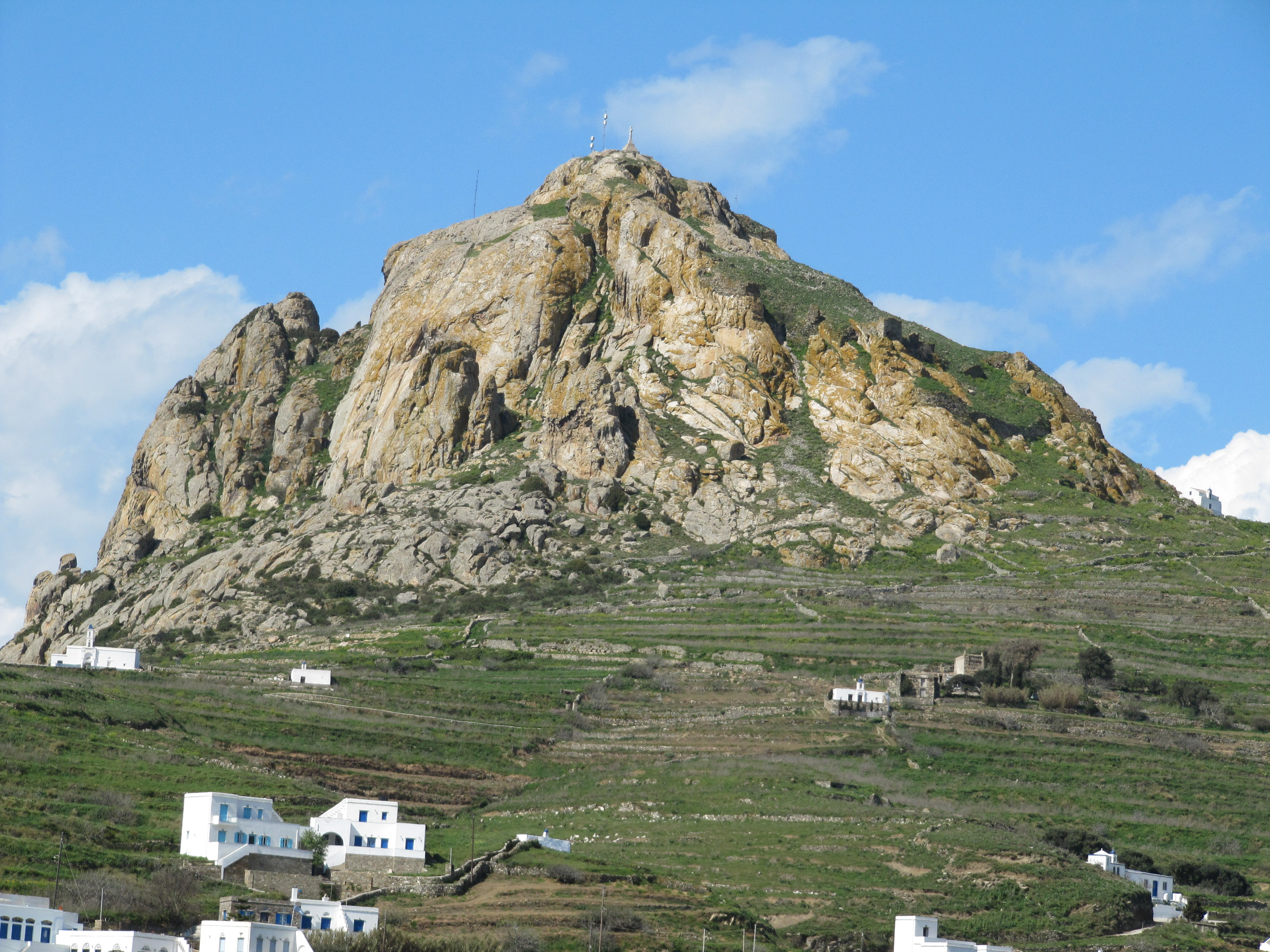
Muntele Exomvourgo

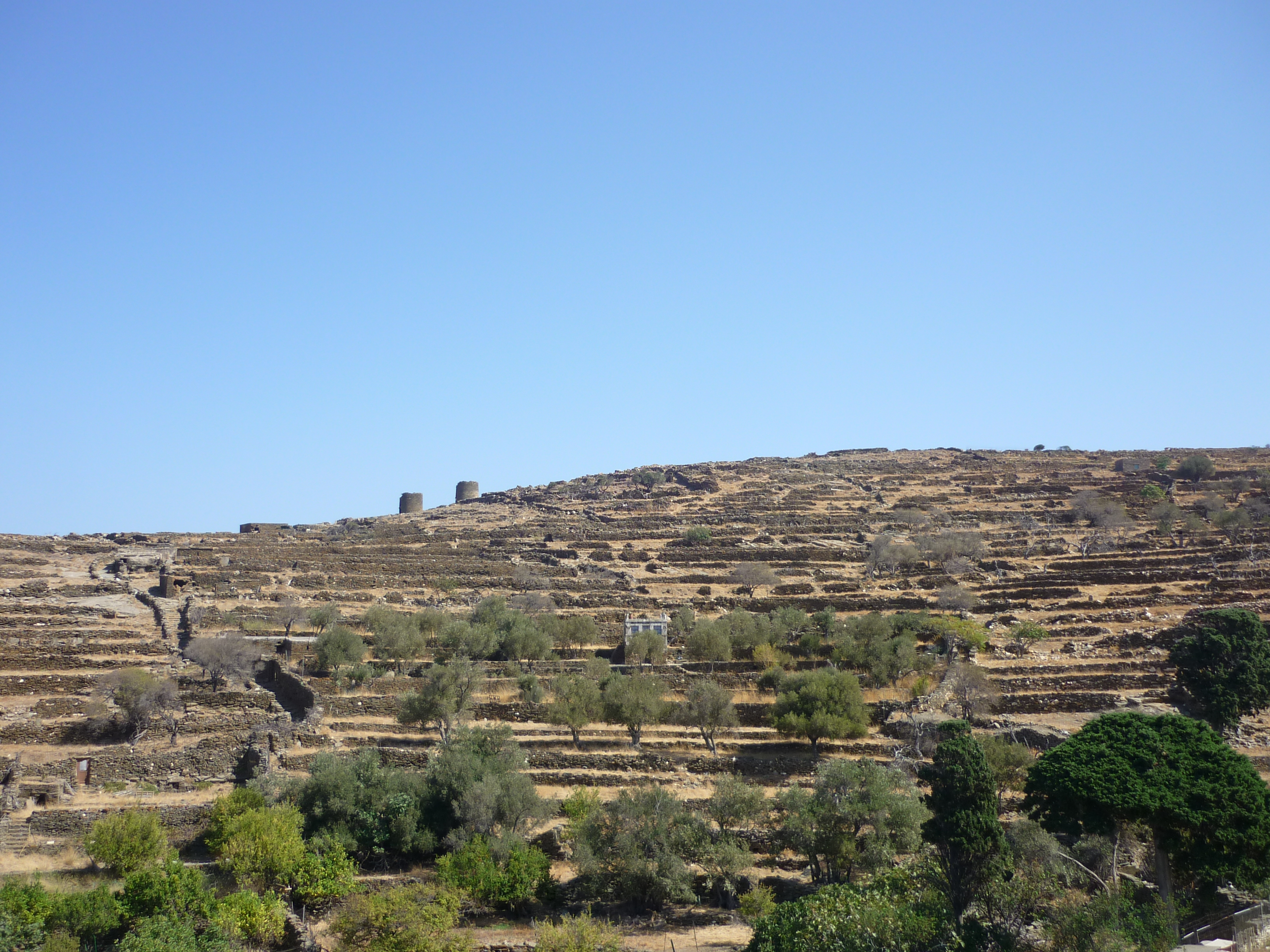
Peisaj de pe insulă

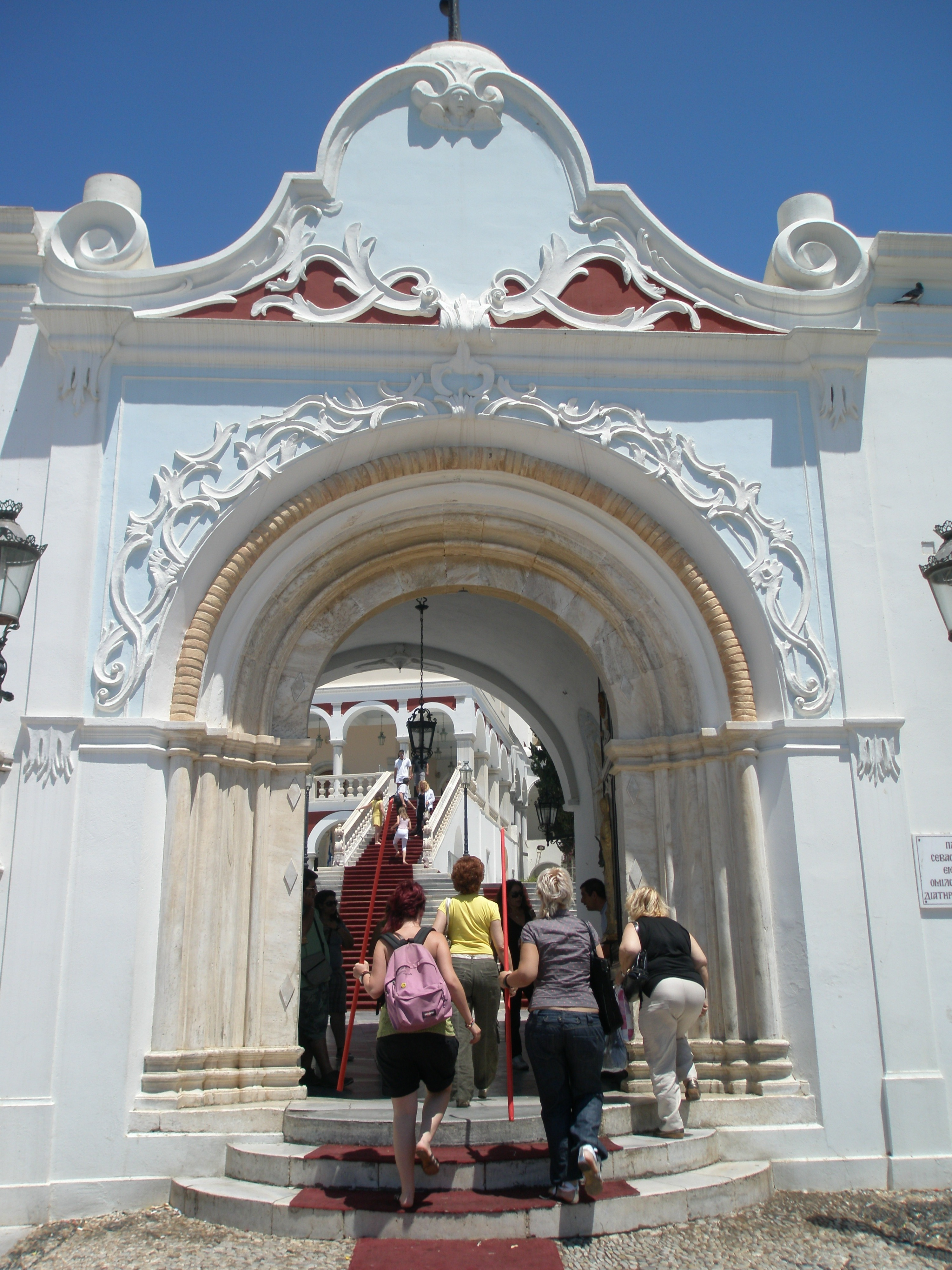
Intrarea în biserică

Tinos are un peisaj variat. De la țărmurile Panormos și Kolimbithra de pe țărmul nordic până la Kionia, Agios Yannis O Portos și Agios Sostis de pe țărmul sudic, Tinos are multe plaje. Tsiknias este cel mai înalt munte de pe insulă, cu 750 de metri și aici se află ascuns satul Livada. Muntele Exomvourgo (Exobourgo) este destul de distinct și, spre deosebire de vecinii săi  din Ciclade care sunt mai rotunzi, acesta are un aspect zimțat, ca și cum ar fi din Alpi. Între Tsiknias și Exobourgo se află câmpia roditoare denumită Falatados. Această zonă este unică pe insulă, deoarece terenul său relativ plat (deși cu o altitudine de aproximativ 300 de metri) este ceva rar pe insulă. Acest lucru l-a făcut un candidat puternic pentru construirea unui viitor aeroport pe insulă. Vânturile puternice meltemi și îngrijorările sătenilor locali din Falatados și Steni au dus la anularea acestui proiect.

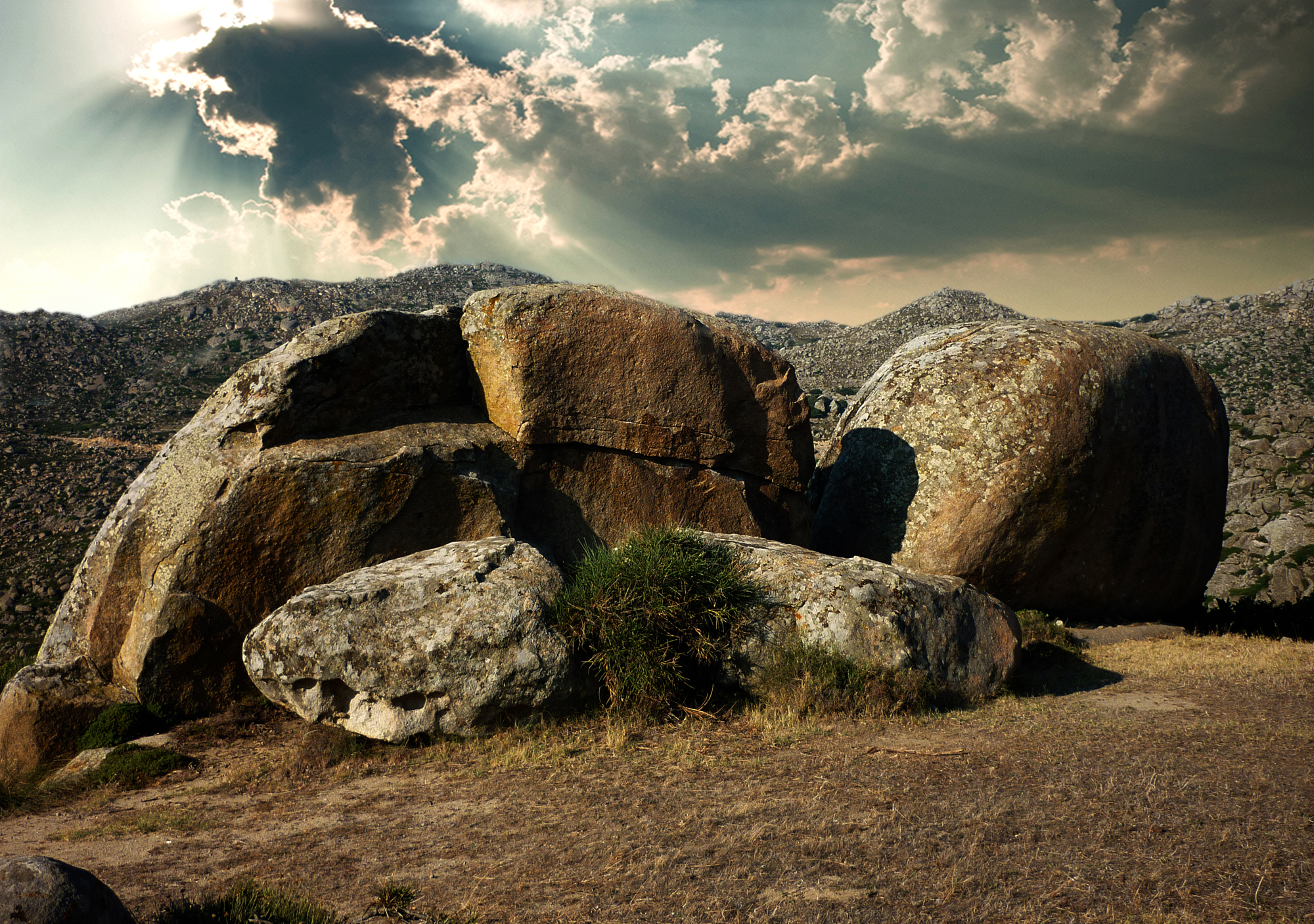
Volax

Peisajul din jurul sătucului Volax este suprarealist și neobișnuit, cu bolovani uriași de dimensiunile unor clădiri cu mai multe etaje. Satul Volax se află în centrul acestui peisaj aproape selenar. Spre vest, munții din jurul lui Pyrgos conțin marmură verde.
În jurul insulei Tinos, localnicii au făcut cele mai neobișnuite lucrări cu ajutorul pietrei. Dealurile sunt toate prevăzute cu terase cu ziduri din piatră și fiecare sat este legat de vecinii săi cei mai apropiați prin pasarele de piatră plasate între două ziduri paralele din piatră.
Resursele minerale ale insulei includ marmură, verde antico (oficalcit), azbest și o mină de granit aflată lângă Volax (cunoscută și sub numele de Volakas).

## Administrare

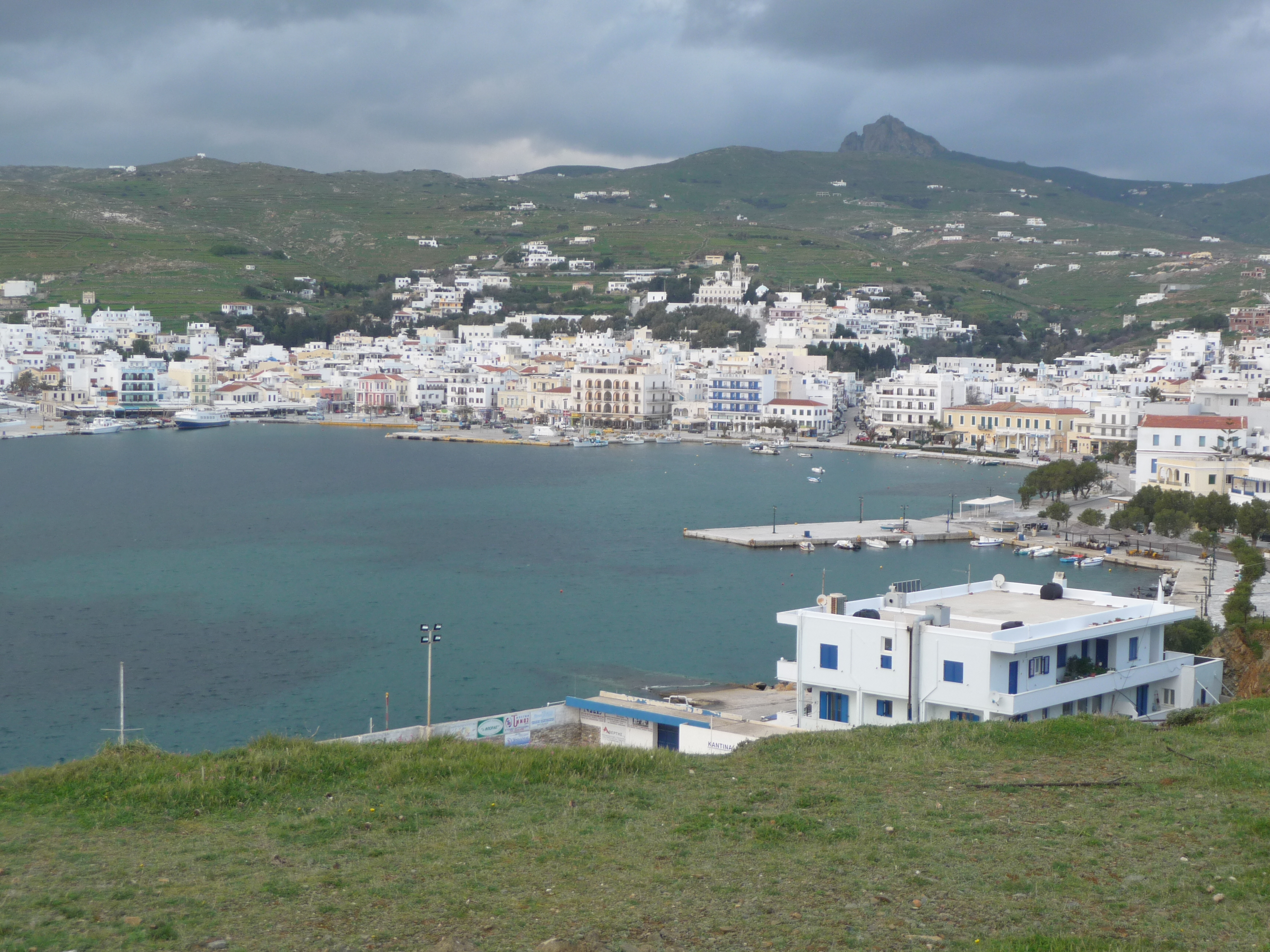
Vedere spre orașul Tinos

Tinos este o unitate regională separată din regiunea Egeea de Sud și singurul municipiu al acestei unități regionale. Ca parte a reformei guvernamentale Kallikratis din 2011, unitatea regională Tinos a fost creată dintr-o parte a fostei prefecturi Ciclade. Prin aceeași reformă, actuala municipalitate Tinos a fost creată din cele 3 foste municipalități:
- Exomvourgo
- Panormos
- Tinos (oraș)

### Provincie
Provincia Tinos (în greacă Επαρχία Τήνου) a fost una dintre provinciile Prefecturii Ciclade. A avut același teritoriu ca și actuala unitate regională. Provincia Tinos  a fost desființată în 2006.

## Climă
Tinos are un climat mediteranean cu veri calde și uscate și ierni blânde și umede. Pe insulă suflă vânturile puternice și uscate de nord ale Mării Egee (vânturile meltemi, μελτέμι), de la jumătatea lunii mai până la mijlocul lunii septembrie. Acestea sunt cel mai puternice după-amiaza și adesea dispar noaptea, dar uneori vânturile meltemi bat zile întregi fără pauză. Vânturile meltemi sunt periculoase pentru marinari, deoarece apar pe vreme senină fără avertisment și pot sufla cu 7-8 grade pe scara Beaufort.
| Lună         | Ian  | Feb  | Mar  | Apr  | Mai  | Iun  | Iul  | Aug  | Sept | Oct  | Nov  | Dec  |
| Maxime       | 14°C | 15°C | 16°C | 19°C | 22°C | 26°C | 28°C | 28°C | 26°C | 23°C | 19°C | 15°C |
| Minime       | 10°C | 10°C | 11°C | 13°C | 17°C | 21°C | 23°C | 24°C | 21°C | 19°C | 15°C | 12°C |
| Precipitații | 8    | 7    | 5    | 5    | 3    | 0    | 0    | 0    | 2    | 2    | 6    | 11   |
| Vânt (km/h)  | 29   | 30   | 26   | 20   | 21   | 23   | 23   | 26   | 23   | 26   | 23   | 28   |

## Transporturi
Tinos are trei porturi, un port pentru bărci cu pasageri și două pentru feriboturi și bărci de mare viteză care transportă pasageri și autovehicule către alte porturi, inclusiv pe Mykonos (35 de minute), Pireu, Rafina, Andros și Syros.
Aproape de plaja Aghios Fokas, la aproximativ 2 kilometri de orașul Tinos, se găsește un heliport. Autobuze care circulă regulat leagă orașul Tinos de alte așezări de pe insulă.

## Orașe și sate

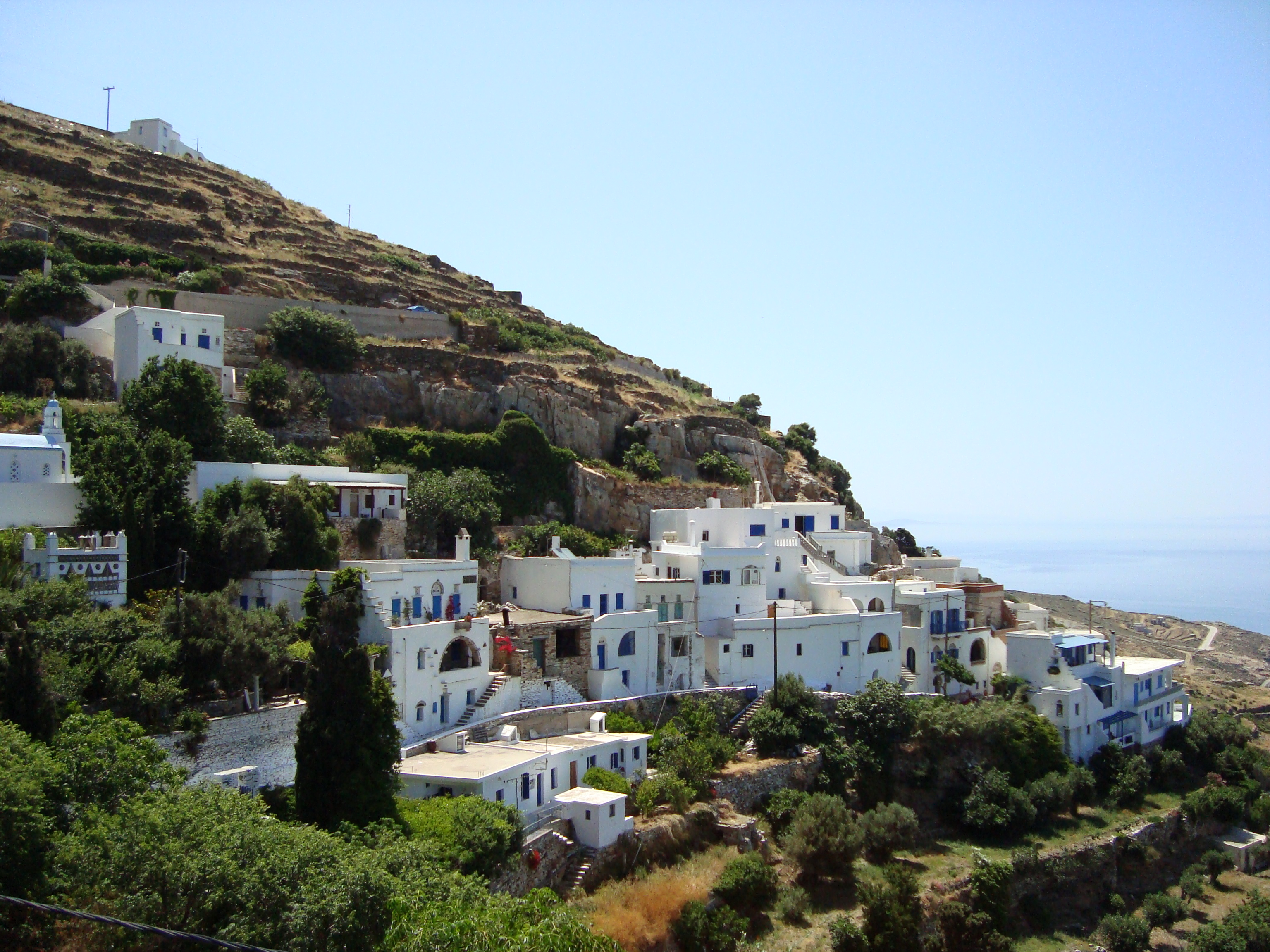
Satul Kardiani

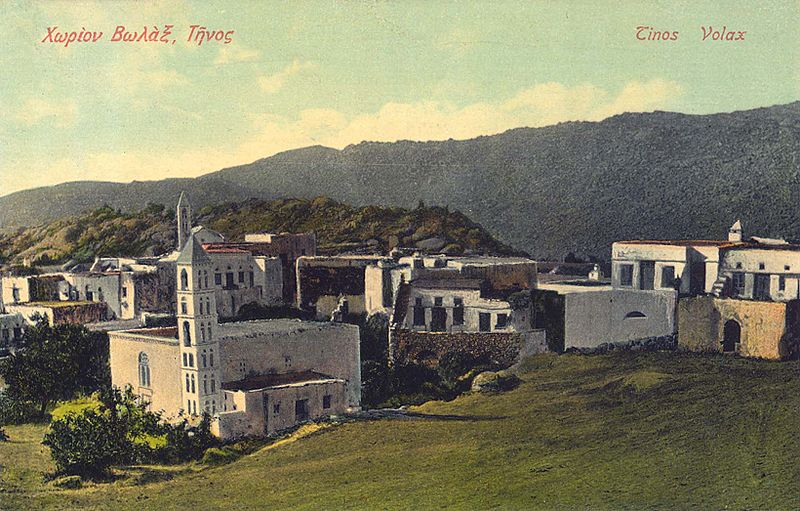
Satul Volax, carte poștală din 1907

| - Aetopholia - Agapi - Agia Varvara - Agios Fokas - Agios Romanos - Agios Sostis - Arnados - Berdemiaros - Chatzirados - Dyo-Choria | - Falatados - Fero Chorio - Kabos - Kaki Skala - Kalloni - Kampos - Kardiani - Karkados - Karya - Kato Kleisma | - Kechros - Kionia - Komi - Koumaros - Koumelas - Krokos - Ktikados - Laouti - Livada - Loutra | - Lychnaftia - Malli - Mamados - Marlas - Mesi - Monastiri - Monastiria - Mountados - Myrsini - Ormos Agiou Ioannou | - Ormos Panormou - Panormos - Perastra - Platia - Potamia - Pyrgos - Rocharis - Skalados - Sklavochorio - Smardakito | - Sperados - Steni - Tarampados - Tinos - Triantaros - Tripotamos - Tzados - Venardados - Volax - Vourni - Xinara - Ysternia |

## Persoane notabile

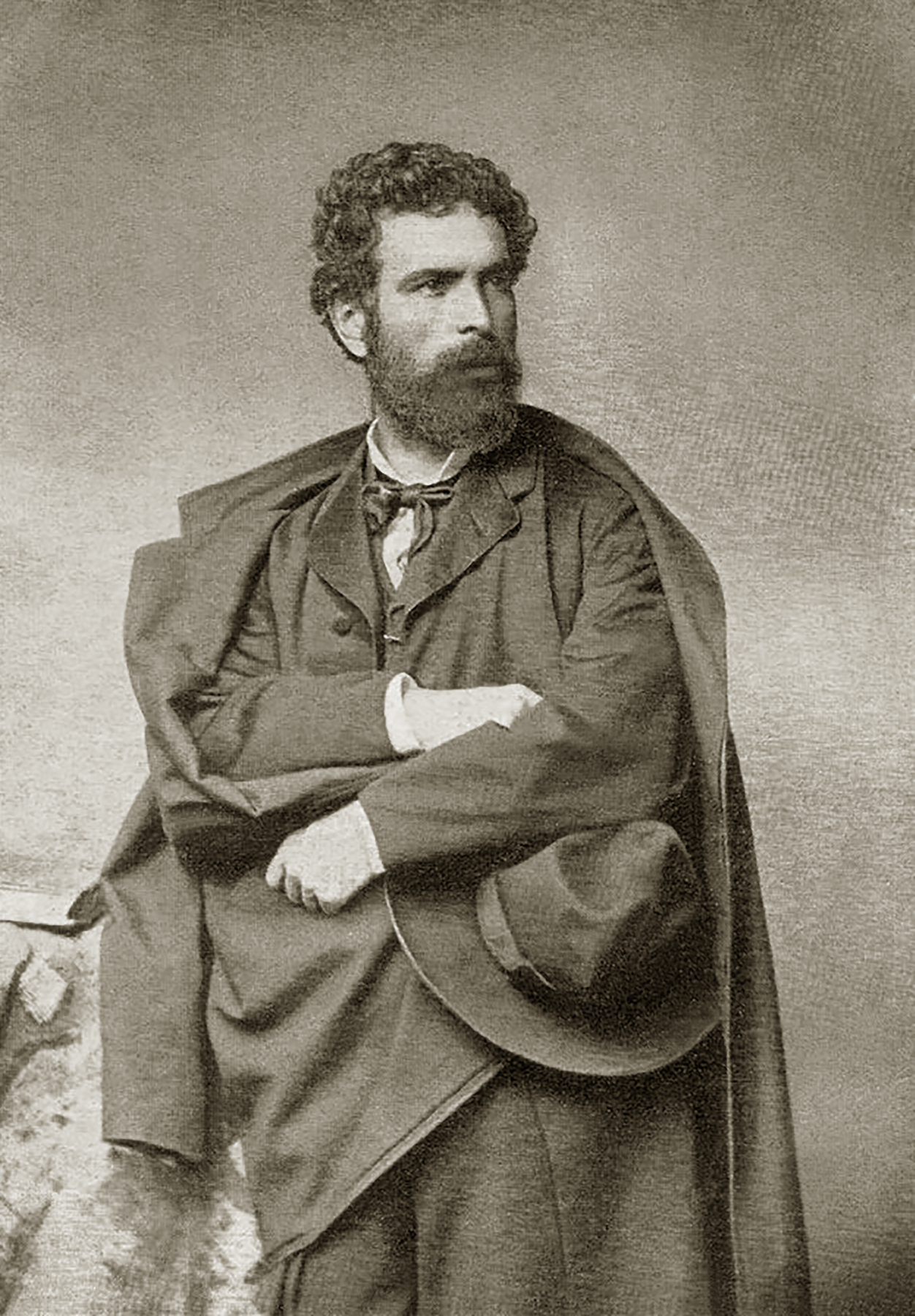
Nikolaos Gyzis (1842–1901), un important pictor grec

- Kösem Sultan (Anastasia) validea a Imperiului Otoman, mama sultanilor Murad al IV-lea, Ibrahim I
- Sf. Pelaghia
- Ieronymos I (Kotsonis), Arhiepiscop al Atenei  și al întregii Elade
- Haralambos „Babis” Marmanis, autor, om de știință
- Yannoulis Chalepas (1851–1938), sculptor
- Lazaros Sochos (1862-1911), sculptor
- Patriarhul Fotie al Alexandriei[18]
- Nikiphoros Lytras (1832-1904), pictor
- Nicholaos Gysis (1842–1901), pictor
- Stelios Perpiniadis (1923–1977), muzician
- Errikos Kontarinis (1906–1971), actor
- Vangelis Protopappas (1917-1995) actor
- Lefteris Valakas, sculptor
- Fragiskos Alvertis, jucător de baschet
- Alekos Alavanos, politician

## Galerie

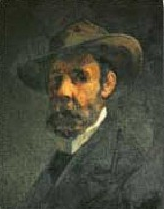
Yannoulis Chalepas
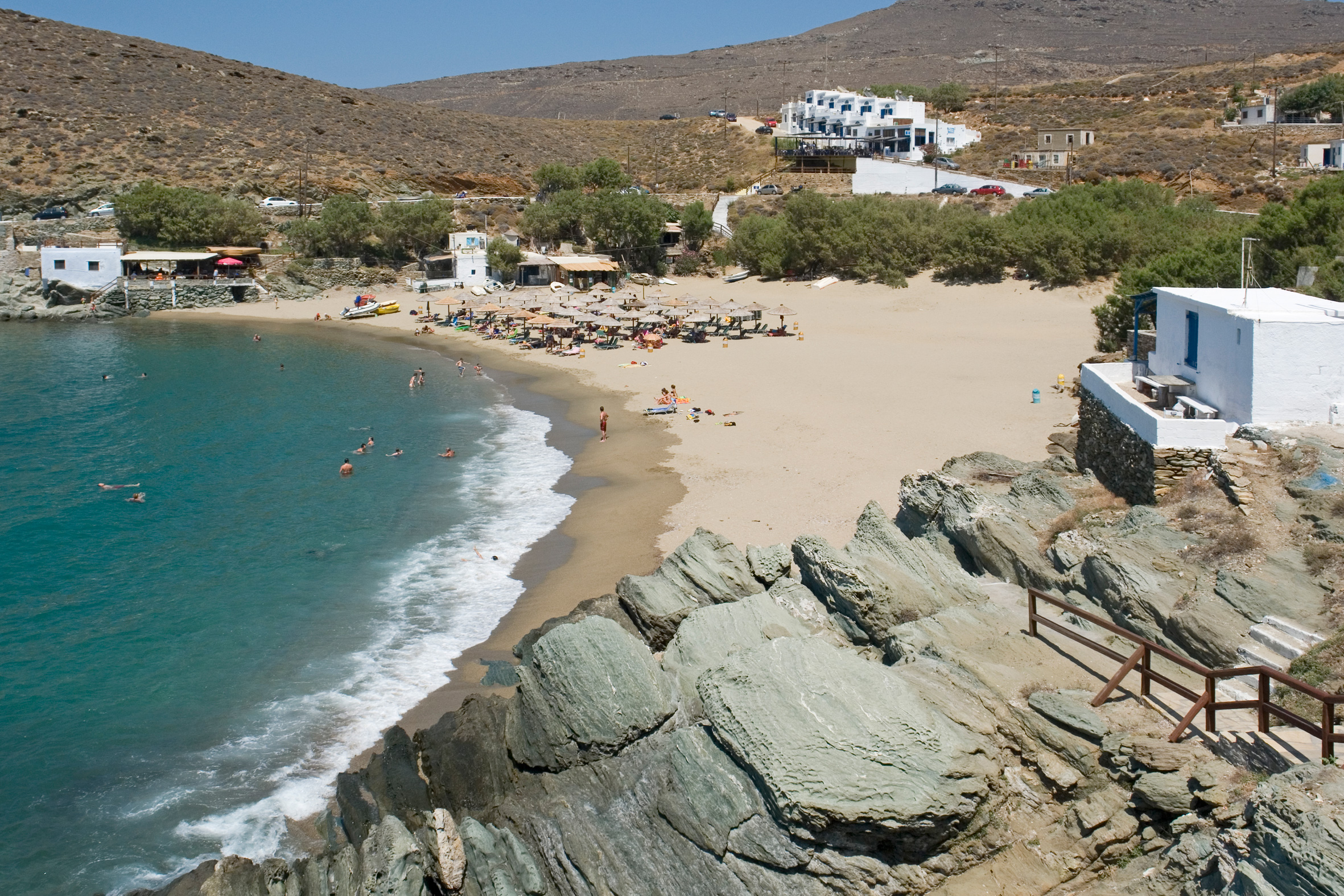
Vedere spre plaja Kolibithra
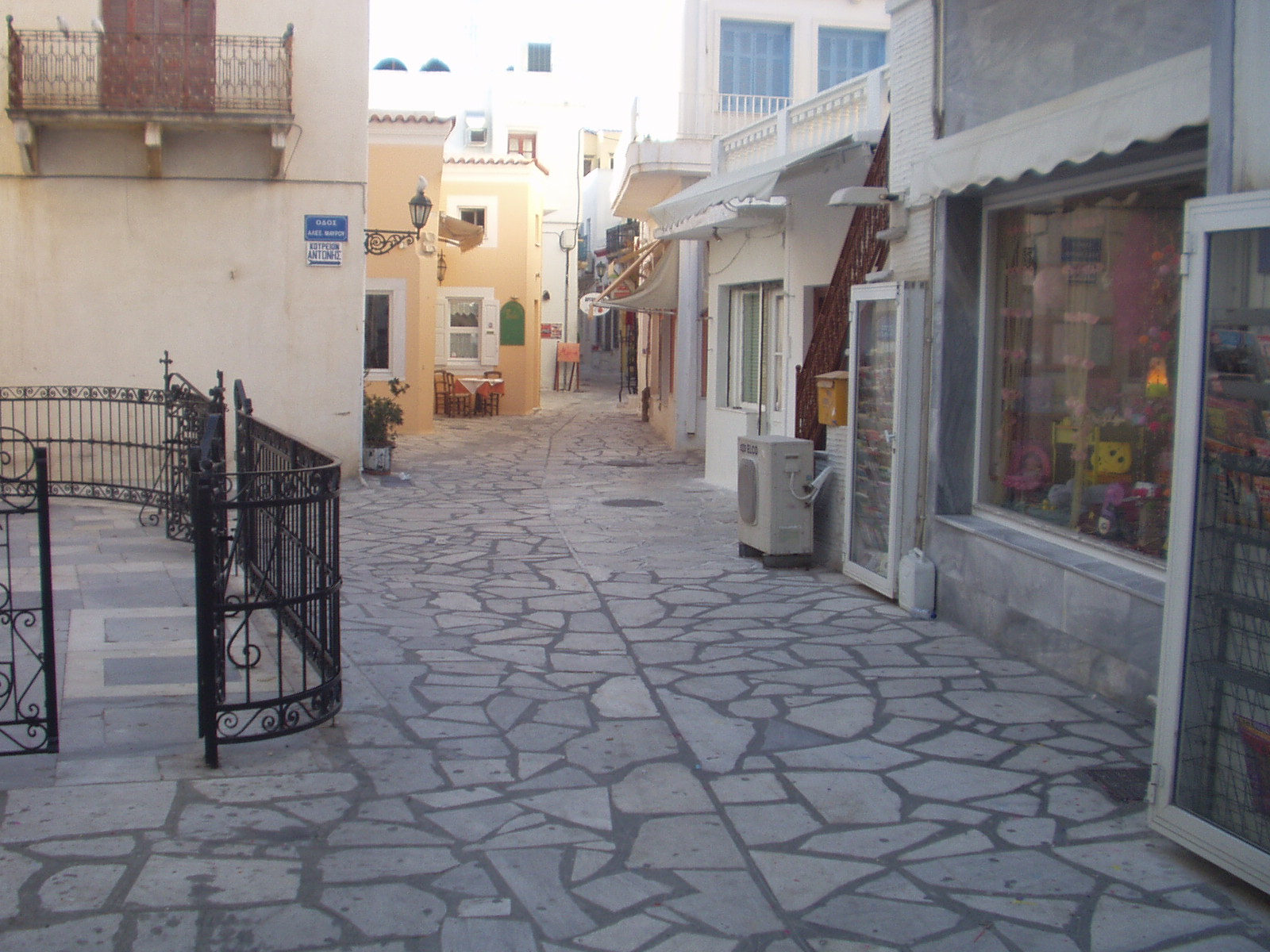
Stradă din Tinos
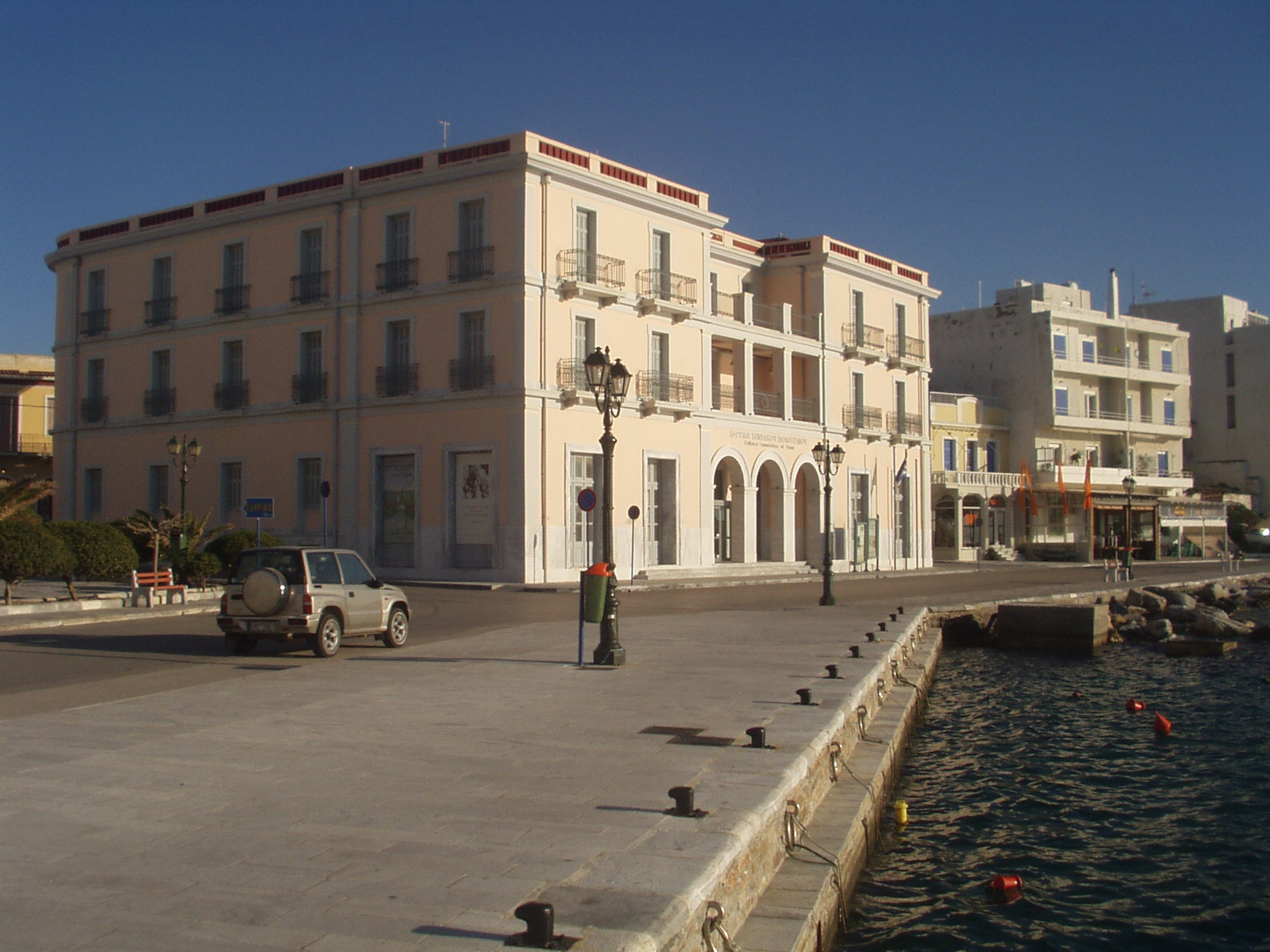
Centrul de congrese